# Postkolonialismus
Postkolonialismus (englisch post-colonialism; auch postkoloniale Theorie (post-colonial theory) oder postkoloniale Studien (post-colonial studies)) ist eine geistige und politische Strömung, die sich seit Mitte des 20. Jahrhunderts in Auseinandersetzung mit der Geschichte des europäischen Kolonialismus und Imperialismus entwickelte. Sie wird dem Poststrukturalismus zugerechnet und beschreibt ein „dialektisches Konzept“, das zum einen die Dekolonialisierung und politische Souveränität der ehemaligen Kolonien gegenüber ihren Kolonialmächten zugrunde legt, zum anderen aber ein Bewusstsein für das Fortbestehen imperialistischer Strukturen in verschiedenen Lebensbereichen wie z. B. der Politik und Ökonomie schaffen will.
Postkolonialistische Theoriebildung existiert unter anderem in Geographie, Gender Studies, Geschichtswissenschaft, Kulturwissenschaft, Literaturwissenschaft, Politikwissenschaft, Soziologie, Religionswissenschaft und Theologie. Postkolonialistische Ansätze untersuchen Kultur und Identität der durch Kolonialisierungskontexte geprägten Nationen oder Bevölkerungsgruppen. Sie verfolgen dabei ein emanzipatorisches Interesse durch ihren diskursiven Einfluss auf die Rekonstruktion des kulturellen Wissensbestands. Die meisten ihrer Theoretiker wie z. B. Homi K. Bhabha oder María do Mar Castro Varela verstehen sie nicht nur als Wissenschaft, sondern auch als Widerstandsform; andere betonen den Aspekt der Transformation der postkolonialen und kolonisierenden Gesellschaften oder die Notwendigkeit der Wiederversöhnung (reconciliation). Einflussreich für die Entwicklung des Ansatzes war die Subaltern Studies Group.

## Definitionen und Entwicklung
Erste Denkansätze des Postkolonialismus gab es bereits 1947, als sich Indien vom British Empire trennte und als unabhängiger Staat dem Commonwealth of Nations beitrat. Seit den 1950er Jahren stieg das Interesse der Linksintellektuellen an der „Dritten Welt“ stetig an. Ab Mitte der 1970er Jahre etablierte sich die kritische Infragestellung der lange positiv bewerteten Kolonialisierungsgeschichte als postkolonialistische Theorie im interdisziplinären wissenschaftlichen Rahmen an zentralen Universitäten.
Wegweisend für diese Entwicklung wurde Edward Saids wirkungsreiches Werk Orientalism (1978), an dessen Veröffentlichung sich die leidenschaftlich und kontrovers geführte „Orientalismusdebatte“ anschloss und das heute zahlreichen Vertretern als „Gründungsdokument“ des Postkolonialismus gilt. Said selbst verwendet den Begriff „Postkolonialismus“ in seinem Buch nicht. Er formuliert in seinem Text zwei grundlegende Thesen, die den öffentlichen Diskurs prägten: Erstens hätten westliche Wissenschaftler, „Orientexperten“, in ihrer Darstellung der fremden Kultur diesen Gegenstand ihrer Forschung zunächst als unterlegenes Anderes konstruiert und ihn auf diese Weise schließlich geschaffen. Zweitens sei das so produzierte Wissen dafür instrumentalisiert worden, koloniale Machtstrukturen zu verfestigen und zu legitimieren, indem es alternativlos in den Bildungskanon der kolonisierten Subjekte implementiert wurde.
Der an diese Debatte anknüpfende Begriff des Postkolonialismus bleibt seitdem gleichwohl unscharf. Während er in den 1970ern in der politischen Debatte noch auf die Unabhängigkeit ehemaliger Kolonien bezogen wurde, weitete sich seine Verwendung seit den 80er Jahren aus auf die Untersuchung aller Formen kolonisierter Kulturen im weitesten Sinne in Geschichte und Gegenwart. Über die historische hinaus erlangte der Begriff so eine epistemische Bedeutungsdimension.
Grundlage der postkolonialen Ansätze ist die Annahme, dass die Kolonien nur politisch befreit seien, jedoch weiterhin durch die Hegemonie eurozentrischer Sichtweisen beherrscht würden (kolonialer Blick). Damit findet zunächst die Übernahme der Orientalismus-These Saids statt. Im Prozess der Kolonialisierung habe ein gewaltförmiger Kulturkontakt stattgefunden: Eine Kultur eroberte die andere, formte sie nach ihrem Bilde um, veränderte und zerstörte sie, um sie zu beherrschen. Diese Veränderung sei nicht nur durch militärische Gewalt, sondern auch durch die Macht der Sprache und des Wissens erfolgt. Die europäische Wissenschaft definierte im Zuge der Durchdringung der Welt, was z. B. orientalisch bzw. asiatisch, aber in der Selbstbeschreibung auch, was westlich und europäisch ist. Trotz ihres neutralen Anspruchs lege sie dabei eurozentrische Maßstäbe an.
Durch die Dominanz der Kolonialmacht in verschiedenen Lebensbereichen wie vor allem der Jurisdiktion und Religion (Einführung europäischen Rechts, Missionierung) wurde die Kultur des kolonisierten Raumes zerstört. Beispiele sind die Ermordung der schwarzen Schamanen und Voodoo-Houngans im Zuge des Sklavenhandels oder die Verbrennung von heidnischen Bildern und Schriften durch christliche Missionare in Südamerika. Nach dem Zweiten Weltkrieg waren Portugal, Spanien, Frankreich, Belgien und Großbritannien nur kurz Kolonialmacht geblieben, und nach und nach erlangten alle größeren Kolonien die politische Unabhängigkeit. Geistig blieben sie jedoch Kolonisierte: Auch im Kalten Krieg lehnten sie sich an eine der beiden Supermächte an. Im Sport zeige sich das postkoloniale Erbe ebenso, da sowohl Olympische Spiele als auch Weltmeisterschaften durch Europa und Nordamerika geprägt sind. Hier hebe die Medienberichterstattung besonders die Erfolge der früheren Kolonialherren hervor. Selbst die neuen Nationalsportarten wie Cricket in den Westindischen Inseln sind entscheidend durch die frühere Kolonialmacht geprägt.
Der Postkolonialismus bezeichnet daher den Rückgriff kolonisierter Subjekte auf scheinbar eigene Traditionen als fragwürdig, da diese Traditionen durch die westliche Definitionsmacht geprägt, umgeformt oder gar erst geschaffen wurden. Dadurch wird zwar nicht die Authentizität der Tradition gemindert; ihre Reproduktion fixiert in ihrer Artikulation allerdings die historisch begründete Deutungsmacht der westlichen Kulturen. Postkoloniale Ansätze, entwickelt von Immigranten in den USA und Intellektuellen aus Indien, untersuchen diesen paradoxen Prozess der Selbstfindung von Gruppen und Individuen aus den ehemaligen Kolonien. Das Präfix post- wird im Rahmen der Theorie damit nicht länger linear-historisch verstanden, da sich das Geschichtsverständnis hin zu einer Sicht komplex-verschränkter Wechselwirkungen entwickelt hat.
Postkoloniale Ansätze postulieren eine Option zur Modifizierung dieser festgefahrenen Strukturen. Im Aneignungsprozess des konstruierten Wissens vonseiten der Kolonisierten sehen sie Transformationspotential, das Widerstand gegen das Machtgefüge ermögliche. Mit der Neuformulierung geschichtlicher Erfahrung im öffentlichen Diskurs verändere sich der Inhalt des Wissens.
Aus diesem Konzept heraus entstand schließlich das Bewusstsein, dass die Kolonialisierung nicht nur Spuren bei den Kolonisierten, sondern auch bei den Kolonisierenden hinterlassen hat. Unter dem Stichwort der Verflechtungsgeschichte („entangled history“) versuchen postkolonialistische Ansätze, diese Spuren des Kolonialismus aufzudecken und zu zeigen, wie sehr der Kolonialismus durch den Diskurs zwischen allen beteiligten Parteien auch auf das Selbstverständnis der Kolonialmächte eingewirkt hat. Der Kulturwissenschaftler Michael Bergunder versteht unter dieser Verflechtungsgeschichte vor allem die Tatsache, dass der sog. Westen durch sein „entanglement“ mit den Kolonien keine autonome Geschichte erlebte, sondern auch seine Identitätsbildungen mit denen der Kolonisierten „verflochten“ waren. Dabei sei die Sedimentierung westlichen Wissens auch davon abhängig gewesen, dass es von den Kolonisierten wiederholt worden sei. Auch wenn dieses westliche Wissen hierbei eine hegemoniale Stellung innegehabt habe, so sei es damit zugleich das Produkt einer „Verflechtung“. In der Untersuchung dieser Verflechtungsgeschichte hat sich z. B. als kritische Perspektive auf das Weißsein seit den 1990er-Jahren im akademischen Diskurs um den Postkolonialismus der USA eine Auseinandersetzung mit dem Begriff „Critical Whiteness Studies“ entwickelt.

## Fragestellungen und Grenzen der Anwendung
Postkoloniale Theoretiker befassen sich mit folgenden Fragen: Was geschah am Ende der Kolonialära mit dem kolonialistischen Denken? Was ist das Erbe der kolonialen Epoche und welche gesellschaftlichen, kulturellen und wirtschaftlichen Konsequenzen sind daraus erwachsen und noch heute sichtbar? Man erforscht in (post-)kolonialen Kontexten Erfahrungen von Unterdrückung, Widerstand, Geschlecht, Migration, und dies auch im Hinblick auf die Kolonisatoren. Inwiefern führte die Neuorientierung im Zuge der Erfahrung der gewonnenen Autonomie unter den veränderten Bedingungen zur Ausbildung eigener Nationalismen mit kulturellen und politischen Abgrenzungstendenzen von ehemaligen Kolonialstaaten? Die postkolonialistische Denkrichtung nimmt die noch immer vorhandenen Machtgefüge kritisch in den Blick und sieht sich dem Ideal einer „transnationalen sozialen Gerechtigkeit“ verpflichtet. Postkolonialismus bezieht sich dabei nicht auf geographische Begrenzungen, sondern wird von Minderheiten aller Teile der Welt verwendet, um Unterdrückungsstrukturen transformierend zu reflektieren. Damit ist der Anspruch verbunden, die Geschichte der Kolonialmächte in gleicher Weise wie die der Kolonien als Produkt einer globalen Verflechtung zu verstehen, die weder autonom zu beschreiben noch zu verstehen ist. Dazu dekonstruiert der Postkolonialismus auch Begriffspaare wie: Demokratie-Despotie, zivilisiert-primitiv, fortschrittlich-rückschrittlich, rational-irrational.
Probleme entstehen bei der Anwendung der Postcolonial Studies auf zerfallene multiethnische Herrschaftsgebilde wie das Osmanische Reich oder das Habsburgerreich. Die aus dem Zerfall dieser Reiche entstandenen staatlichen Gebilde sind oft sehr heterogen und tragen teils a-nationale vormoderne Züge. Sie sind durch multiple Identitäten und überlappende Machtgefüge gekennzeichnet.
2014 wurde an der Universität Kassel der deutschlandweit erste politikwissenschaftliche Lehrstuhl eingerichtet, der sich postkolonialen Studien widmet. Er ist besetzt mit Aram Ziai.
Verschiedene Vertreter des Postkolonialismus erklären die Besiedlung Palästinas und die Gründung des Staates Israel als Beispiel einer Kolonialherrschaft: Die dem Holocaust entronnenen Juden erscheinen hierbei als privilegiert, nämlich weiße Europäer, die Nicht-Weiße, nämlich die Palästinenser, vertreiben und unterdrücken. Beispiele für diese Deutung sind Achille Mbembe oder Judith Butler. Diese Deutung ist umstritten, da sie verbreitet als antisemitisch bezeichnet wird.

## Marxistische Kritik am Postkolonialismus
Die marxistische Kritik am Postkolonialismus zielt darauf ab, dass dieser in seiner Fixierung auf kulturelle Probleme die ökonomischen Ursachen des Kolonialismus außer Acht lasse. Er liefere keine Erklärung, warum die europäischen Mächte im Rahmen des Kulturkontaktes die „Anderen“ nicht einfach in Ruhe ließen. Wolle man dieses Faktum erklären und wissen, wie auch heute noch koloniale Abhängigkeiten im Rahmen der sogenannten Globalisierung neu hergestellt werden, müsse man sich notwendigerweise mit Imperialismustheorien oder anderen ökonomischen Erklärungen auseinandersetzen – neben der Kultur spielten Staat und Kapital eine wichtige Rolle bei der Kolonisierung.
Trotz von marxistischer Seite häufig geäußerter Kritik ist eine klare Trennung zwischen marxistischen und postkolonialen Theorieansätzen nicht immer möglich. Stuart Hall vertritt beispielsweise durchaus marxistische Standpunkte, der nichtmarxistische Literaturkritiker Homi K. Bhabha hingegen bezieht sich eher auf antiessentialistische Theoriemodelle wie z. B. von Laclau und Mouffe. Diese Ambivalenz zeigt sich auch im Feld der Kritischen Theorie.
Eine marxistisch argumentierende Kritik, die viel diskutiert und kritisiert wurde, veröffentlichte 2013 der Soziologe Vivek Chibber mit Postcolonial theory and the specter of capital (deutsche Ausgabe: Postkoloniale Theorie und das Gespenst des Kapitals, Berlin 2018). Hier beschäftigt er sich vor allem mit den postkololonialistisch ausgerichteten Subaltern Studies, insbesondere der Subaltern Studies Group. Er sucht die Auseinandersetzung mit ihren Begründern und deren wichtigsten Veröffentlichungen. Chibber argumentiert vor allem, dass die Vertreter der Subaltern Studies die Universalisierung des Kapitals nicht korrekt erfasst und dargestellt hätten, selbst Klischees über den Orient reproduzierten und ein Bild der Entwicklung des westlichen Liberalismus in Verbindung mit der Entstehung des Kapitalismus entwarfen, und so ihre Darstellung nicht der der realen Geschichte entspräche. Chibber konfrontiert dies mit zentralen marxistischen Erkenntnissen über die Entwicklung des Kapitalismus und des Kapitals, die er als historisch korrekte Überlegungen verteidigt. Zugleich erkennt er die Arbeit der Subaltern Studies über die Kolonialgeschichte Indiens an. Er versucht aufzuzeigen, dass sich der Kapitalismus sehr gut mit verschiedenen Kulturen und damit verbundenen Handlungsweisen arrangieren kann, und es nicht darauf ankäme, Gesellschaften und deren innere Verhältnisse vollständig umzukrempeln und zu vereinheitlichen.

## Postkoloniale Kritik am Marxismus
Aus Sicht von Postkolonialisten wie Dipesh Chakrabarty ist der sich als universalistisch verstehende Marxismus eine eurozentrische Ideologie, da er eine weltweit einheitliche Entwicklung des Kapitalismus postuliere. Sie machen demgegenüber kulturelle Faktoren für die vielfältigen Sonderwege des postkolonialen Kapitalismus verantwortlich, der die lokalen Traditionen und Rituale der dörflichen Gemeinschaftswirtschaft nicht einfach beseitige.
Ranajit Guha argumentiert, dass das indische Bürgertum, anders als das europäische, keine liberalen Werte übernommen habe: Es habe sich nie als Vorkämpfer der Demokratie verstanden. Seine Herrschaft sei von den unteren Klassen allerdings nicht akzeptiert worden.
In einer Rezension des Buchs Postcolonial Theory and the Specter of Capital des amerikanischen Soziologe Vivek Chibber schreibt Bernhard Pirkl in Jungle World, das Buch halte dem entgegen, dass sich der Kapitalismus mit verschiedenen, auch archaischen Sozialformen arrangieren könne. Es sei marginal, ob ein Arbeiter in der Chipfabrik bete oder nicht. Gegen Guha wendet er ein, dass auch in Europa nicht das Bürgertum die Demokratie gebracht habe. Die kapitalistische Wirtschaftsweise habe keine festen Bündnispartner, wie das Beispiel China zeige. Die postkoloniale Theorie habe paradoxerweise die bürgerlich-liberale Interpretation der bürgerlichen Revolution und der kapitalistischen Entwicklung übernommen. Die gesamte europäische Geschichte werde aus der Sicht der Subaltern Studies zu einer Ära der Aufklärung nivelliert.

## Theoretiker des Postkolonialismus (Auswahl)
- Homi K. Bhabha
- Timothy Brennan
- Dipesh Chakrabarty
- Axel Dunker
- Frantz Fanon
- Paulo Freire
- Leela Gandhi
- Stuart Hall
- bell hooks
- María do Mar Castro Varela
- Achille Mbembe
- Albert Memmi
- Walter D. Mignolo
- Toni Morrison
- Benita Parry
- Aníbal Quijano
- Jennifer Robinson
- Edward Said
- Gayatri Chakravorty Spivak
- Michel-Rolph Trouillot
- Gauri Viswanathan
- Sylvia Wynter
- Meyda Yegenoglu
- Robert J.C. Young